# Icteranthidium hauseri
Icteranthidium hauseri är en biart som först beskrevs av Warncke 1980.  Icteranthidium hauseri ingår i släktet Icteranthidium och familjen buksamlarbin. Inga underarter finns listade i Catalogue of Life.